# مورتون غروف (إلينوي)
مورتون غروف (بالإنجليزية: Morton Grove)‏ هي قرية تقع في الولايات المتحدة في إلينوي. يقدر عدد سكانها بـ 23,270 نسمة .

## التركيبة السكانية
حدّد مكتب تعداد الولايات المتحدة بيانات التركيبة السكانية لمورتون غروف في تعداد الولايات المتحدة. في ما يلي، التركيبة السكانية حسب تعدادي 2000 و2010.

### تعداد عام 2000
بلغ عدد سكان مورتون غروف 22,451 نسمة بحسب تعداد عام 2000، وبلغ عدد الأسر 8,199 أسرة وعدد العائلات 6,287 عائلة مقيمة في القرية. في حين سجلت الكثافة السكانية 1,703.4 نسمة لكل كيلومتر مربع (4,411.8/ميل2). وبلغ عدد الوحدات السكنية 8,305 وحدة بمتوسط كثافة قدره 630.1 لكل كيلومتر مربع (1,632.0/ميل2).
وتوزع التركيب العرقي للقرية بنسبة 73.97% من البيض و0.63% من الأمريكيين الأفارقة و0.12% من الأمريكيين الأصليين و22.18% من الأمريكيين ذوي الأصول الآسيوية و0% من سكان جزر المحيط الهادئ و1.16% من الأعراق الأخرى و1.93% من عرقين مختلطين أو أكثر و4.40% من الهسبانيون أو اللاتينيون من أي عرق.
بلغ عدد الأسر 8,199 أسرة كانت نسبة 31% منها لديها أطفال تحت سن الثامنة عشر تعيش معهم، وبلغت نسبة الأزواج القاطنين مع بعضهم البعض 66.3% من أصل المجموع الكلي للأسر، ونسبة 7.5% من الأسر كان لديها معيلات من الإناث دون وجود شريك،  بينما كانت نسبة 2.9% من الأسر لديها معيلون من الذكور دون وجود شريكة وكانت نسبة 23.3% من غير العائلات. تألفت نسبة 21.3% من أصل جميع الأسر من عدة أفراد يعيشون في نفس المنزل ونسبة 12.3% كانت تتألف من شخص يعيش بمفرده يبلغ من العمر 65 عاماً أو أكثر. وبلغ متوسط حجم الأسرة المعيشية 2.70، أما متوسط حجم العائلات فبلغ 3.17.
بلغ العمر الوسطي للسكان 44.5 عاماً. وكانت نسبة 20.8% من القاطنين تحت سن الثامنة عشر، وكانت نسبة 6.6% بين الثامنة عشر والرابعة والعشرين عاماً، ونسبة 23.4% كانت واقعةً في الفئة العمرية ما بين الخامسة والعشرين والرابعة والأربعين عاماً، ونسبة 27.6% كانت ما بين الخامسة والأربعين والرابعة والستين، ونسبة 20.4% كانت ضمن فئة الخامسة والستين عاماً فما فوق. يوجد لكل 100 أنثى 91.7 ذكر، ويوجد لكل 100 أنثى في الثامنة عشر من عمرها فما فوق 89.4 ذكر.
بلغ متوسط دخل الأسرة في القرية 63,511 دولارًا، أما متوسط دخل العائلة فبلغ 72,778 دولارًا. وكان متوسط دخل الذكور 46,489 دولارًا مقابل 34,730 دولارًا للإناث. وسجل دخل الفرد الخاص بالقرية 26,973 دولارًا. وكانت نسبة 1.9% من العائلات ونسبة 2.7% من السكان تحت خط الفقر، وكان من هؤلاء نسبة 2.4% تحت سن الثامنة عشر ونسبة 4.1% في الخامسة والستين من العمر وما فوق.

### تعداد عام 2010
بلغ عدد سكان مورتون غروف 23,270 نسمة بحسب تعداد عام 2010، وبلغ عدد الأسر 8,630 أسرة وعدد العائلات 6,401 عائلة مقيمة في القرية. في حين سجلت الكثافة السكانية 1,765.6 نسمة لكل كيلومتر مربع (4,572.9/ميل2). وبلغ عدد الوحدات السكنية 9,036 وحدة بمتوسط كثافة قدره 685.6 لكل كيلومتر مربع (1,775.7/ميل2).
وتوزع التركيب العرقي للقرية بنسبة 66.19% من البيض و1.20% من الأمريكيين الأفارقة و0.18% من الأمريكيين الأصليين و28.05% من الأمريكيين ذوي الأصول الآسيوية و0.04% من سكان جزر المحيط الهادئ و1.68% من الأعراق الأخرى و2.66% من عرقين مختلطين أو أكثر و6.46% من الهسبانيون أو اللاتينيون من أي عرق.
بلغ عدد الأسر 8,630 أسرة كانت نسبة 28.5% منها لديها أطفال تحت سن الثامنة عشر تعيش معهم، وبلغت نسبة الأزواج القاطنين مع بعضهم البعض 62.6% من أصل المجموع الكلي للأسر، ونسبة 8.3% من الأسر كان لديها معيلات من الإناث دون وجود شريك،  بينما كانت نسبة 3.2% من الأسر لديها معيلون من الذكور دون وجود شريكة وكانت نسبة 25.8% من غير العائلات. تألفت نسبة 23.4% من أصل جميع الأسر من عدة أفراد يعيشون في نفس المنزل ونسبة 13.2% كانت تتألف من شخص يعيش بمفرده يبلغ من العمر 65 عاماً أو أكثر. وبلغ متوسط حجم الأسرة المعيشية 2.68، أما متوسط حجم العائلات فبلغ 3.20.
بلغ العمر الوسطي للسكان 45.8 عاماً. وكانت نسبة 19% من القاطنين تحت سن الثامنة عشر، وكانت نسبة 7.3% بين الثامنة عشر والرابعة والعشرين عاماً، ونسبة 22.6% كانت واقعةً في الفئة العمرية ما بين الخامسة والعشرين والرابعة والأربعين عاماً، ونسبة 30.5% كانت ما بين الخامسة والأربعين والرابعة والستين، ونسبة 20.6% كانت ضمن فئة الخامسة والستين عاماً فما فوق. وتوزع التركيب الجنسي للسكان بنسبة 47.8% ذكور و52.2% إناث.

## أعلام
- مارلي ماتلن
- كارين أوهارا
- مايك بارتليت
- جيم بروسنان